# Le XXe siècle commence
Pour plus de détails, voir Fiche technique et Distribution.
Le XXe siècle commence (en russe, Приключения Шерлока Холмса и доктора Ватсона: Двадцатый век начинается, Priklyucheniya Sherloka Kholmsa i doktora Vatsona: Dvadtsatyy vek nachinaetsya) est un téléfilm soviétique réalisé par Igor Maslennikov en 1986 dans la série Les Aventures de Sherlock Holmes et du docteur Watson.
Adapté de plusieurs romans d'Arthur Conan Doyle (Le Pouce de l'ingénieur, La Deuxième Tache, Son dernier coup d'archet et Les Plans du Bruce-Partington), il.se compose de deux épisodes d'environ 1 h 15 chacun, et constitue le cinquième et dernier volet de la série réalisées entre 1979 et 1986 avec Vassili Livanov et Vitali Solomine.
L'intrigue du téléfilm, située au XXe siècle, correspond à la période où Sherlock Holmes est à la retraite et vit dans le Sussex après avoir quitté le 221B Baker Street. Néanmoins, le détective est confronté à des enquêtes qui l'amènent à revenir momentanément à Londres. Le téléfilm met en avant deux thèmes majeurs : d'une part, la nouvelle menace que représente l'Allemagne pour le Royaume-Uni, et d'autre part, les progrès techniques qui ont marqué la charnière des XIXe siècle et XXe siècles : Holmes découvre ainsi comment se servir d'un téléphone dans une séquence teintée d'humour, Watson possède une moto et une voiture, et Mycroft, plus farfelu encore que son frère, utilise des techniques d'information et de communication de pointe pour l'époque.

## Synopsis

### Premier épisode
Le premier épisode du téléfilm mêle les intrigues du Pouce de l'ingénieur et de La Deuxième Tache.
Cet épisode débute par la mésaventure de Victor Hatherley, ingénieur de profession, adaptant avec fidélité le récit du jeune homme narré dans Le Pouce de l'ingénieur. Hatherley se rend compte au cours d'un travail chez un client allemand que la machine qu'il doit réparer sert à fabriquer de la fausse monnaie. Il manque de se faire tuer et parvient à s'échapper grâce à l'aide de la femme du faussaire. Cependant, l'ingénieur se fait trancher un pouce avant d'avoir pu s'enfuir. Il est ensuite emmené chez le Docteur Watson.
Watson part alors dans le Sussex pour narrer cette étrange affaire à son ami Sherlock Holmes qui vit sa retraite dans une maison de campagne où il s'adonne à l'apiculture. Le téléspectateur découvre que le voisin de Holmes est un dénommé Von Bork, qui est lui aussi apiculteur et intervient tout particulièrement dans le deuxième épisode du téléfilm. Holmes part à moto avec Watson à la gare où Hatherley a attendu son client. Le détective ne tarde pas à découvrir que la maison du faussaire allemand est toute proche, réduite à un tas de ruines à la suite d'un incendie qui s'y est déclenché le soir où Hatherley y travaillait. Holmes trouve de la fausse monnaie dans les ruines, et part à Londres pour en faire part à son frère Mycroft Holmes, qui travaille pour le gouvernement britannique et est représenté dans ce téléfilm comme le chef des renseignements généraux. Mycroft informe ses agents que l'Allemagne produit volontairement de la fausse monnaie britannique pour affaiblir l'économie du pays.
L'intrigue du téléfilm bascule dès lors vers une adaptation de La Deuxième Tache. Mycroft est informé au cours de l'entrevue qu'un courrier d'une grande importance pour l'avenir du pays a été dérobé chez Trelawney Hope, un ministre du gouvernement. Mycroft indique au Premier Ministre Lord Bellinger de rejoindre son frère Sherlock Holmes au 221B Baker Street en compagnie de Trelawney Hope. Sherlock retourne donc dans son ancien appartement que Mrs Hudson a transformé en musée à la mémoire du détective.
Holmes reçoit les deux hommes d'État et l'intrigue qui suit est une adaptation fidèle de La Deuxième Tache. Les révélations finales faites par Mrs Hope à Holmes diffèrent cependant légèrement de manière à relier l'intrigue du Pouce de l'ingénieur à l'intrigue de La Deuxième Tache. Mrs Hope explique en effet avoir passé un certain temps en Allemagne car son mari, Trelawney Hope, avait été envoyé pour quelque temps à Berlin. Le couple Hope a fréquenté Eduardo Lucas sans savoir qu'il s'agissait d'un espion allemand, et Mrs Hope, qui avait un lien assez fort avec Lucas, a fait secrètement ramener d'Allemagne pour lui la presse hydraulique dont il est question au début du téléfilm. Lucas a ensuite exercé un chantage sur Mrs Hope pour qu'elle vole la lettre dans les documents de son mari, et qu'elle lui remette entre les mains. Le client de Hatherley, agent allemand et faussaire, est donc Eduardo Lucas, se présentant au début de l'épisode sous la fausse identité de Lysander Stark.

### Second épisode
Le second épisode du téléfilm mêle les intrigues de Son dernier coup d'archet, et Les Plans du Bruce-Partington.
Cet épisode débute sur l'intrigue de Son dernier coup d'archet : quelques jours avant le déclenchement de la Première Guerre mondiale, l'espion allemand Von Bork, dans son domicile du Sussex, est complimenté par le baron Von Herling pour la qualité des renseignements fournis. Von Bork évoque son prochain départ vers le continent.
Parallèlement, le Docteur Watson vient trouver Holmes dans sa maison de campagne du Sussex, où le détective s'est reconverti dans l'apiculture depuis qu'il a pris sa retraite. Watson confie à son ami une lettre écrite par Mycroft Holmes, dans lequel celui-ci demande l'aide de son frère pour résoudre une importante affaire de vol. Les plans d'un sous-marin top secret, le Bruce-Partington, ont été volés. Alors que l'Angleterre est sur le point de rejoindre la France pour combattre l'Allemagne, ce vol est d'une extrême gravité. Holmes et Watson se rendent à Londres dans le bureau de Mycroft.
Mycroft expose la situation initiale de l'affaire des plans du Bruce-Partington. La suite de l'épisode est une adaptation très fidèle de la nouvelle de Conan Doyle : le scénario suit sans différence notable l'intrigue d'origine. Le voleur des plans se révèle être le Colonel Valentine Walter, qui a transmis les plans à un espion allemand, nommé Oberstein.
Le scénario de l'épisode bascule de nouveau sur l'intrigue de Son dernier coup d'archet lorsque le Colonel indique qu'Oberstein est parti avec les plans volés vers le Sussex où il devait les remettre entre d'autres mains. Holmes comprend qu'il s'agit de son voisin Von Bork, mais ne révèle pas immédiatement ses certitudes.
Holmes et Watson arrivent quelques jours plus tard chez Von Bork dans une voiture conduite par Watson. La séquence qui suit diffère nettement de la nouvelle d'origine. Holmes laisse croire à Watson qu'il vient simplement prêter un manuel d'apiculture à son voisin, et l'invite à attendre son retour en restant dans la voiture. L'entretien entre Holmes et Von Bork correspond à celui de la nouvelle : Holmes se présente sous le nom d'Altamont et indique avoir les codes de communication de la marine britannique dans le paquet qu'il amène. On apprend dans la conversation qu'Oberstein a été arrêté très récemment, ce qui inquiète Von Bork (dans la nouvelle d'origine, c'est en apprenant l'arrestation d'un dénommé Steiner que Von Bork s'inquiète). Pendant ce temps, Watson, qui s'ennuie, sort de la voiture et écoute la conversation par l'interstice d'une fenêtre. Peu malin dans cette séquence, Watson croit que Sherlock Holmes est en train de trahir sa patrie, et intervient brusquement dans le salon. Von Bork, qui apprend ainsi la véritable identité de son voisin, tente de le tuer avec son pistolet ; le coup rate sa cible mais blesse Watson à la joue. Holmes parvient à repousser l'espion allemand qui passe par la baie vitrée et tente de fuir. Cependant, après quelques pas, il s'effondre à terre, endormi. Holmes explique à Watson avoir mis un soporifique dans la boisson de Von Bork, qui a mis quelques minutes à faire effet. Dans la nouvelle d'origine, Watson n'intervient pas, et Holmes endort Von Bork en lui appliquant un tissu chloroformé sur le visage. Les autres explications finales correspondent à celles de la nouvelle d'origine, à l'exception notable que Martha, la domestique complice de Holmes, se révèle être Mrs Hudson.
Les modifications apportées au scénario de Son dernier coup d'archet engendrent une incohérence : il est en effet impossible que Watson ne se doute pas que Holmes est venu dans le cadre d'une enquête, puisqu'il a dû attendre que Mrs Hudson envoie un signal lumineux par une fenêtre pour démarrer la voiture et s'approcher avec Holmes de la maison (Holmes relève de plus, comme dans la nouvelle d'origine, que l'attente a été un peu longue).

## Distribution
- Vassili Livanov : Sherlock Holmes
- Vitali Solomine : Docteur Watson
- Borislav Brondoukov : inspecteur Lestrade
- Rina Zelyonaya : Mrs Hudson
- Boris Kluyev : Mycroft Holmes
- Leonid Kouravliov : von Bork
- Mikhaïl Morozov : Smith
- Innokenti Smoktounovski : lord Bellinger
- Aleksandr Romantsov : sir Trelawney Hope
- Elena Safonova : lady Hilda Hope, la femme de Trelawney Hope
- Victor Koretski : Victor Fatherly
- Evgueni Platokhine : Eduardo Lucas
- Larissa Gouzeïeva : Mme Henri Fournaye
- Igor Yefimov (ru) : Fergusson
- Arkadi Koval : Constable MacPherson
- Ekaterina Zintchenko : Mrs Watson
- Māris Liepa : colonel Walter
- Svetlana Smirnova : Mrs Violet Westbury
- Vladimir Tatossov : Von Herling